# Lidawo
Lidawo (ukr. Лідаво) – wieś na Ukrainie, w obwodzie rówieńskim, w rejonie rówieńskim, w hromadzie Zdołbica. W 2001 liczyła 376 mieszkańców.
Do 2012 roku miejscowość nosiła nazwę Lidawa (ukr. Лідава).
W okresie międzywojennym wieś znajdowała się w granicach II RP, wchodząc w skład gminy Zdołbica w powiecie zdołbunowskim, w województwie wołyńskim.